# ラサ駅 (チベット)
座標: 北緯29度37分30秒 東経91度04分07秒 / 北緯29.62500度 東経91.06861度

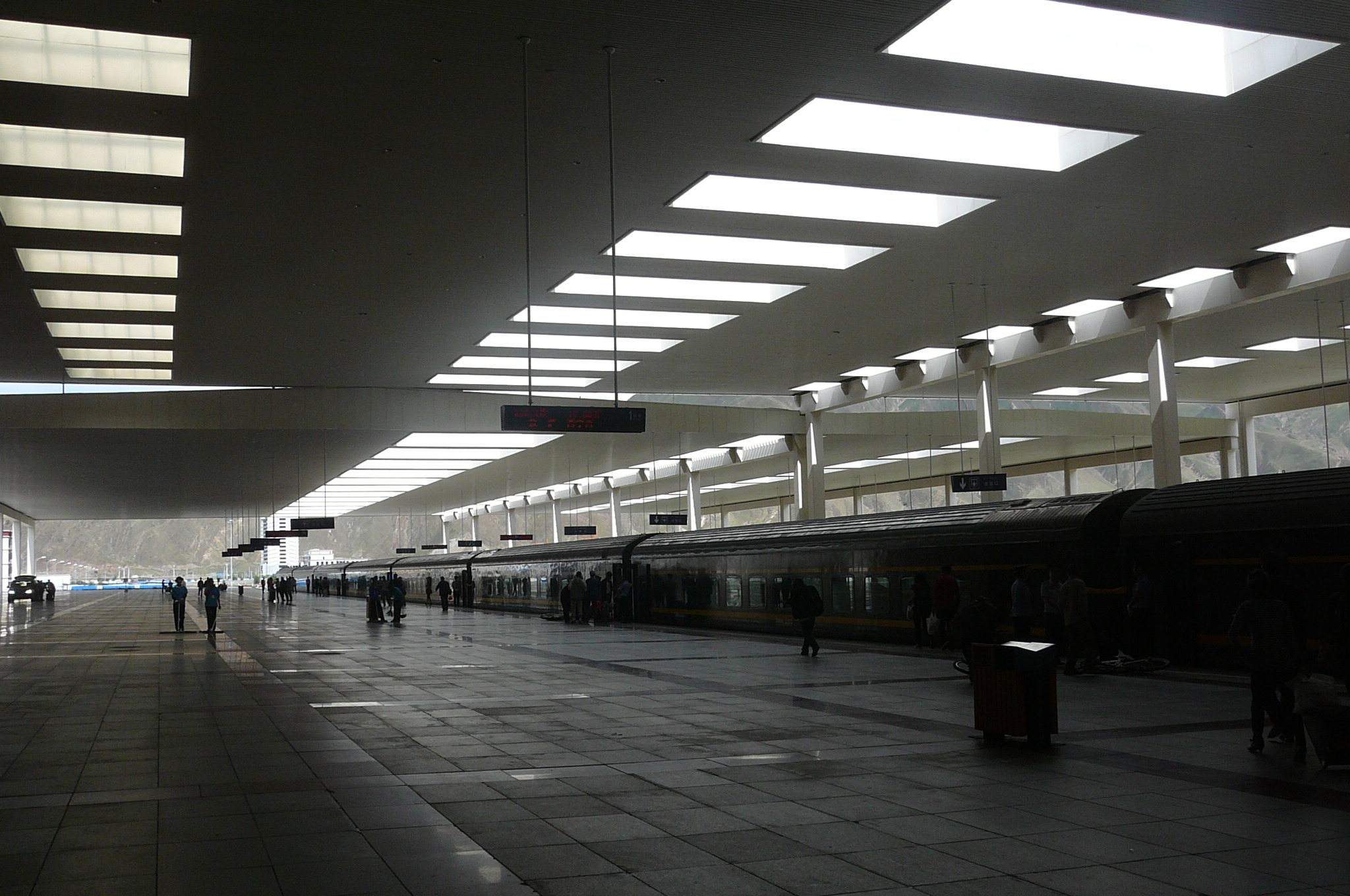
ラサ駅ホーム

ラサ駅 (ラサえき、チベット語: ལྷ་སའི་འབབ་ཚུགས་、中国語: 拉萨站）は中華人民共和国チベット自治区ラサ市トゥールン・デチェン区柳梧郷のラサ川南岸にある青蔵鉄道、ラサ・シガツェ鉄道の駅である。青蔵鉄路集団公司が運営している。

## 概要
構内は、旅客列車の発着用に島式ホーム3本、発着番線7線が使用されている。駅構内の総面積は23,600m2あり、長さは340mを有する。海抜は3,641mあり、地上3階、地下1階の構造となっており、4室の待合所が設置されている。そのうち1室は軟座用でエスカレーターなども備えられている。医務室も備えられ、太陽光発電施設も有している。駅舎正面の駅名標示には漢字、チベット文字両方で併記されている。

## 駅構造
- 単式ホーム1面、島式ホーム3面、貨物ホーム2面の地上駅である。

## 発着列車
| 列車番号 | 到着時刻 | 出発時刻 | 出発地・到着地 |
| -------- | -------- | -------- | -------------- |
| Z22      | —        | 8:20     | 蘭州駅         |
| Z6802    | —        | 8:20     | 西寧駅         |
| T24/21   | —        | 9:40     | 成都駅         |
| Z166/163 | —        | 10:25    | 上海駅         |
| Z266/263 | —        | 11:55    | 広州駅         |
| T224/221 | —        | 12:45    | 重慶北駅       |
| Z918     | —        | 14:35    | 北京西駅       |
| Z21      | 14:30    | —        | 北京西駅       |
| Z917     | 14:35    | —        | 蘭州駅         |
| Z6801    | 14:35    | —        | 西寧駅         |
| T22/23   | 15:28    | —        | 成都駅         |
| T222/223 | 16:50    | —        | 重慶駅         |
| Z264/265 | 17:43    | —        | 広州駅         |
| Z164/165 | 18:57    | —        | 上海駅         |

- 2015年10月現在。

## 駅周辺
- ラサ市街
  - 西蔵和平解放紀念碑（英語版）
  - 宗角禄康公園
  - 羅布林卡
  - チベット博物館
  - 拉魯湿地国家級自然保護区（英語版）

## 沿革
- 2005年10月15日 - 青蔵鉄道全線敷設祝賀会をラサ駅で挙行。
- 2006年2月 - ラサ駅客車試運転開始。
- 2006年6月20日 - ラサ駅竣工。
- 2006年7月1日 - ラサ→格爾木 初列車運行。
- 2006年10月1日 - T164/T165上海 - ラサ列車運行開始。
- 2006年10月2日 - T264/T265広州 - ラサ列車運行開始。
- 2006年10月4日 - T163/T166ラサ - 上海列車運行開始。
- 2006年10月5日 - T263/T266ラサ - 広州列車運行開始。
- 2014年8月15日 - ラサ・シガツェ鉄道開業。

## 隣の駅
中国鉄路総公司
青蔵線
ラサ西駅 - ラサ駅
拉日線・拉林線
ラサ駅 - ラサ南駅